# Shaquem Griffin
Shaquem Alphonso Griffin (geboren am 20. Juli 1995 in Saint Petersburg, Florida) ist ein ehemaliger US-amerikanischer American-Football-Spieler auf der Position des Linebackers. Er spielte College Football für die University of Central Florida und stand von 2018 bis 2020 bei den Seattle Seahawks in der National Football League (NFL) unter Vertrag. Er erlangte Bekanntheit als erster einhändiger Spieler in der NFL. Zuletzt stand Griffin bei den Miami Dolphins unter Vertrag.

## Frühe Jahre
Shaquem Griffin wurde am 20. Juli in Saint Petersburg, Florida, zwei Minuten nach seinem Zwillingsbruder Shaquill geboren. Er litt von Geburt an am Amniotisches-Band-Syndrom. Nachdem er wegen der Schmerzen bereits versucht hatte, sich die linke Hand selbst abzuschneiden, wurde sie ihm im Alter von vier Jahren amputiert. Zusammen mit seinem Bruder besuchte er die Lakewood High School in Saint Petersburg.

## College
Von 2013 bis 2017 spielte Griffin Football am College. Er besuchte, zusammen mit Shaquill, der als Cornerback spielte und ein Angebot von der University of Miami abgelehnt hatte, um zusammen mit seinem Bruder spielen zu können, die University of Central Florida und spielte dort für die UCF Knights in der NCAA Division I FBS. Nachdem Shaquem in seiner ersten Saison am College ein Redshirtjahr genommen hatte, beendete sein Bruder das College ein Jahr eher und wurde im NFL Draft 2017 an 90. Stelle von den Seattle Seahawks ausgewählt, sodass die beiden erstmals voneinander getrennt spielten.

## NFL
Beim NFL Combine 2018 lief Griffin den 40 Yard Dash in 4,38 Sekunden, was bislang die beste Zeit eines Linebackers ist, und schaffte mit einer künstlichen Hand 20 Wiederholungen beim Bankdrücken, wodurch er mediale Aufmerksamkeit erlangte.
Im NFL Draft 2018 wurde er in der fünften Runde an 141. Stelle von den Seattle Seahawks, bei denen sein Bruder seit der Vorsaison spielte, ausgewählt, wo er einen Vierjahresvertrag unterzeichnete und wurde damit der erste einhändige Spieler der NFL-Geschichte.
Beim Saisonauftakt der Seahawks 2018 gegen die Denver Broncos lief er aufgrund einer Verletzung von K. J. Wright als Startspieler auf.
Mit der Auswahl von Jordyn Brooks im NFL Draft 2020 durch die Seahawks wurde Griffin verzichtbar und in der Folge nach 32 Spielen mit einem Start im September 2020 entlassen. Einen Tag nach seiner Entlassung wurde er in den Practice Squad der Seahawks aufgenommen. Am 2. Oktober 2020 nahmen die Seahawks Griffin wieder in ihren 53-Mann-Kader auf, nachdem er bereits am 3. Spieltag temporär in den aktiven Kader befördert worden war.
Im Juli 2021 nahmen die Miami Dolphins Griffin unter Vertrag, berücksichtigten ihn aber letztlich nicht für den 53-Mann-Kader für die Regular Season. Anschließend nahmen sie ihn in den Practice Squad auf. Am 19. Oktober 2021 wurde er entlassen.
Am 24. August 2022 gab Griffin das Ende seiner Spielerkarriere bekannt.